# Seth Carlo Chandler
Seth Carlo Chandler, född den 16 september 1846 i Boston, Massachusetts, död den 31 december 1913 i Wellesley Hills, nära Boston, var en amerikansk amatörastronom.
Chandler var 1864–1870 anställd vid Förenta staternas Coast Survey, därefter under flera år aktuarie i olika livförsäkringsbolag i New York och Boston. Åren 1881–1885 arbetade han på Harvardobservatoriet i Cambridge, och levde därefter som privatastronom i Boston och Cambridge. Han gjorde viktiga undersökningar över föränderliga stjärnor, men hans främsta arbete behandlar polhöjdens förändringar. Vid mitten av 1880-talet lyckades han bevisa som Karl Friedrich Küstner i Bonn vid samma tid att en orts polhöjd ständigt förändras, utan även att i förändringarna finns en cykel med längd av 14 månader, så att jordens rotationsaxel förflyttar sig i en cirkelformig bana. Redan Leonhard Euler hade förutsatt en sådan periodisk förändring måste existera, men räknat med en periodlängd av 10 månader och inte 14. Simon Newcomb kunde senare visa att skillnaden i beräkningarna berodde på att Euler antagit jorden för en fast kropp, men den i själva verket är elastisk, och att elasticiteten härav kunde beräknas. Chandler  lämnade även flera bidrag till kännedomen om kometernas rörelser. Han publicerade mestadels sina upptäckter i den av Benjamin A. Gould  uppsatta tidskriften Astronomical Journal, vars utgivare han var från Goulds död 1896 till 1909. Chandler tilldelades James Craig Watson-medaljen 1894, Royal Astronomical Societys guldmedalj 1896 och Lalandepriset 1898.